# Jóvenes con manto

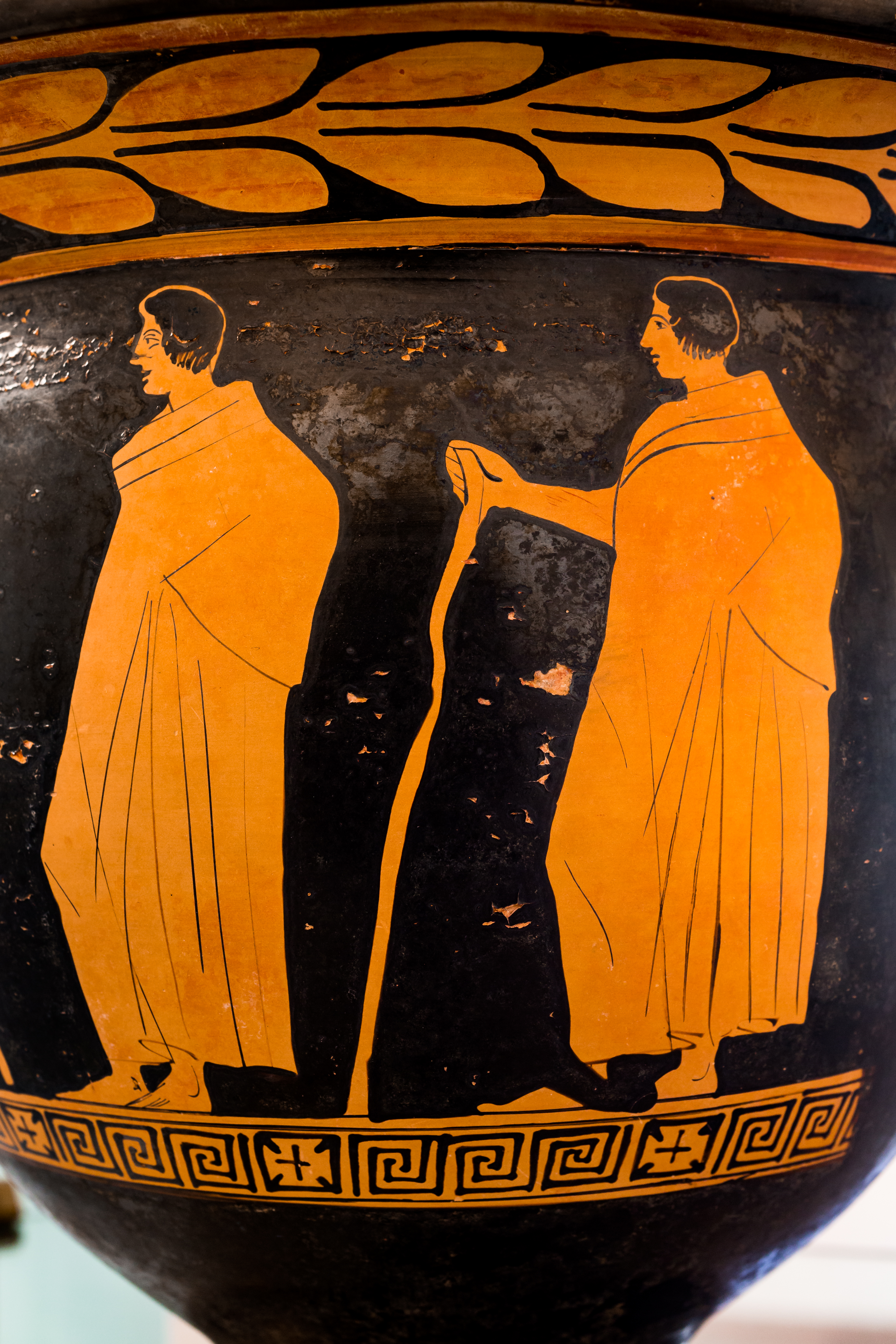
Jóvenes con manto en una crátera de campana lucana del Pintor de Pisticci, hacia 440/20 a. C., Museo arqueológico nacional Domenico Ridola de Matera.

El término jóvenes con manto describe un tipo de representación en la pintura de vasos de la Baja Italia, como la cerámica paestana.
Muy a menudo, en el reverso de los vasos aparecen hombres jóvenes con capa. Normalmente hay dos o tres personas de este tipo, que generalmente muestran variaciones monótonas de acción. El lugar en el que tienen lugar estas representaciones está probablemente indicado por los objetos representados en el campo sobre las figuras, como halteras (pesas de salto) y tablillas de escritura. Los primeros sugieren la palestra como lugar de acción, los segundos una escuela. Los jóvenes con manto no pocas veces son decisivos para identificar a los diferentes pintores de vasos. 